# بورتيزوميب
بورتيزوميب (Bortezomib) هو عقار يستخدم من أجل علاج الورم النقوي المتعدد وورم لمفي الخلايا الردائية mantle cell lymphoma. وهو أول عقار علاجي يستخدم في جسم الإنسان ويكون ذو تأثير مثبط على الجسيمات البروتينية.
يصنف اسم العقار Bortezomib على أنه اسم دولي غير مسجل الملكية، وهو معتمد في بريطانيا والولايات المتحدة. يسوق العقار تحت اسم Velcade و Cytomib، وكان في الأصل له الاسم الترميزي PS-341.

## تاريخ التحضير
صنع عقار بورتيزوميب لأول مرة سنة 1995 في مختبرات Myogenics، وسمي حينها بالرمز PS-341، واختبر في تجربة سريرية من المرحلة الأولى على مرضى مصابين بالورم النقوي المتعدد، ثم طبق في تجارب سريرية أخرى من قبل شركة Millennium Pharmaceuticals سنة 1999.
في مايو/أيار سنة 2003 كانت نتائج التجارب السريرية من المرحلة الثانية جيدة لعلاج المرضى المصابين بالورم النقوي المتعدد، وفي سنة 2008 حصل العقار على موافقة إدارة الغذاء والدواء الأمريكية من أجل هذا الغرض.

## التركيب الدوائي

### البنية
إن العقار عبارة عن ثنائي ببتيد من فينيل ألانين وليوسين، ويكون فيه الطرف N محمياً بمجموعة من حمض البيرازينويك، من جهة الفينيل ألانين، في حين أن مجموعة من حمض البورونيك تكون بدل الحمض الكربوكسيلي من جهة الليوسين.

### آلية العمل
تقوم ذرة البورون في عقار البورتيزوميب بتثبيط الجسيم البروتيني 26S عن طريق الارتباط معه في الموقع التحفيزي وذلك بإلفة عالية وبشكل انتقائي.
وجد أن بورتيزوميب يسبب حدوث تغير سريع ومفاجئ في مستويات تركيز الببتيدات في الأوساط بين الخلوية والتي تنتج من الجسيمات البروتينية.

### الحركية والديناميكية الدوائية
وجد أنه بعد إعطاء عقار بورتيزوميب بشكل وريدي أنه يستقلب بشكل سريع نسبياً، حيث لا توجد آثار من الدواء بعد ساعة من الإعطاء.

## الأعراض الجانبية
لعقار بورتيزوميب عدد من الأعراض الجانبية مثل الهربس النطاقي، بالإضافة إلى حدوث غثيان ومشاكل في الهضم.